# John G. Schmitz
John George Schmitz (ur. 12 sierpnia 1930 w Milwaukee, zm. 10 stycznia 2001 w Waszyngtonie) – amerykański polityk.

## Życiorys
Urodził się 12 sierpnia 1930 w Milwaukee. Studiował w Marquette University, gdzie w 1952 roku otrzymał tytuł Master of Arts. Następnie pobierał nauki na California State College, jednocześnie służąc w Amerykańskiej Piechocie Morskiej jako pilot śmigłowca i myśliwca. W 1960 roku został przeniesiony do rezerwy w stopniu podpułkownika, a później zaczął pracę jako wykładowca filozofii i nauk politycznych w Santa Ana College. Od roku 1964 pełnił funkcję senatora w legislaturze stanowej Kalifornii, a w 1970 został wybrany do Izby Reprezentantów z ramienia Partii Republikańskiej. Mandat kongresmena sprawował do końca kadencji w 1973 roku, nieskutecznie starając się o reelekcję. W 1972 Amerykańska Partia Niezależnych wysunęła jego kandydaturę w wyborach prezydenckich. Uzyskał on niespełna 1,1 miliona głosów, co stanowiło trzeci wynik wśród kandydatów. Po nieudanych wyborach i nieskutecznych próbach powrotu do Kongresu powrócił do polityki lokalnej, pełniąc funkcję senatora w legislaturze stanowej w latach 1978–1982. Zmarł 10 stycznia 2001 roku w Waszyngtonie.